# 清武站

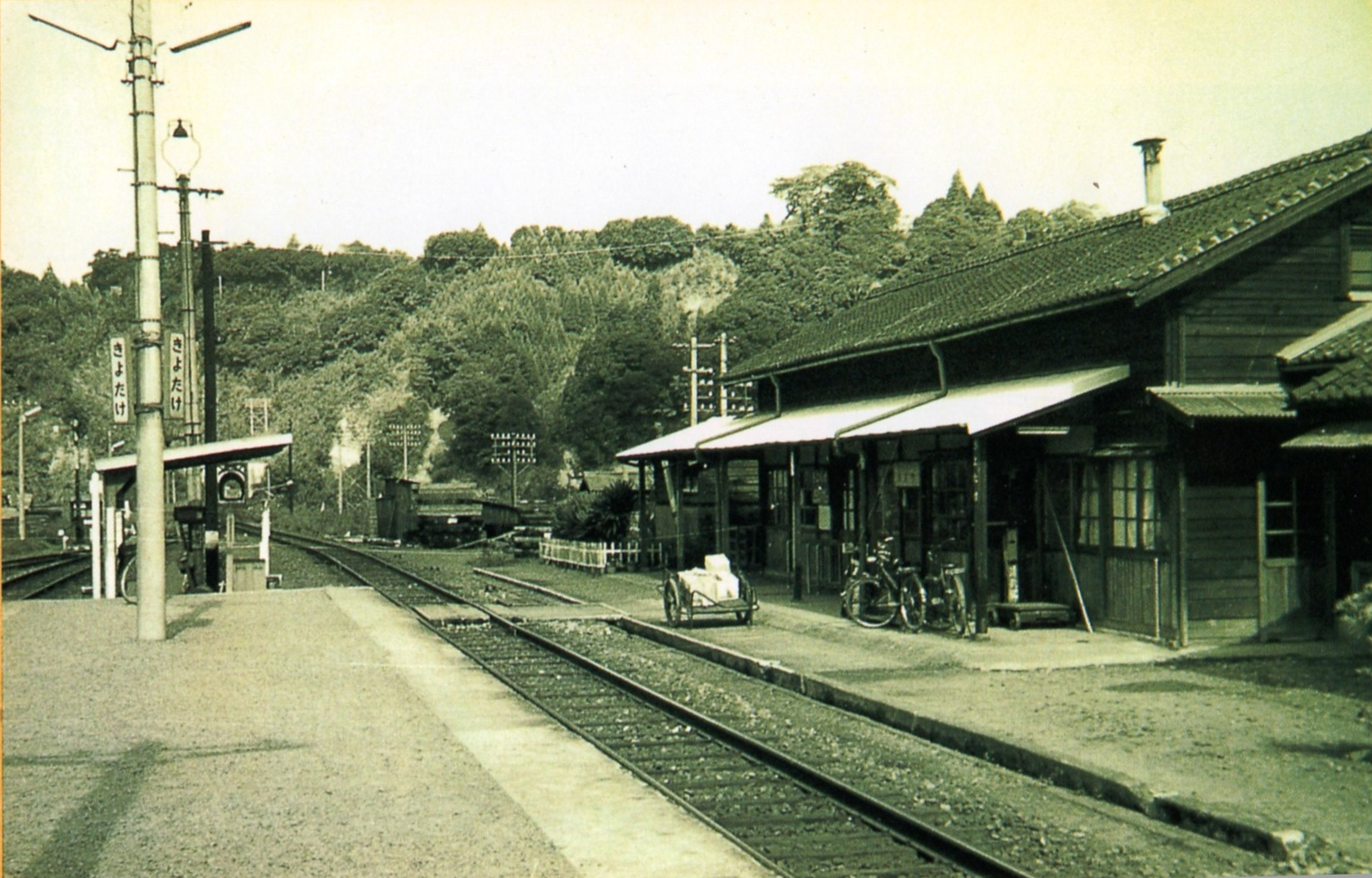
1925年的清武車站

清武站（日语：／ Kiyotake eki */?）是位於宮崎縣宮崎市，屬於九州旅客鐵道（JR九州）的日豐本線車站。事務管號碼為▲940506。1本站是特急列車「霧島」的停車站，車站附近為宮崎大學醫學部（前宮崎醫科大學）、宮崎國際大學、宮崎學園短期大學、宮崎縣立看護大學等大學的所在地，因此有許多學生使用此站。本站周邊為宮崎市郊的住宅區，現時市區中心遷移至加納站周邊，使此站周邊變為較清靜的地方。但因近年車站附近開設Cross商場清武，使用有許多購物乘客使用此站。

## 車站構造
本站是地面車站，設有1面2線的島式月台和1條側線。本站的木造站房經過翻新。車站向北出發會先行經過桁架橋和隧道。此站是由JR九州鐵道營業管理的業務委託車站，站內設有簡易SUGOCA閘機、自動售票機（不可支援IC卡）和IC卡增值機，並可以使用「SUGOCA、IC卡和與SUGOCA互相使用的交通系IC卡。此站無法購買SUGOCA。

### 月台
站內設有島式月台1座。
| 月台 | 路線      | 上下行 | 方向                                                |
| ---- | --------- | ------ | --------------------------------------------------- |
| 1    | ■日豐本線 | 下行   | 田野、都城、西都城、鹿兒島中央、經■吉都線往吉松方向 |
| 2    | ■日豐本線 | 上行   | 南宮崎、宮崎、宮崎神宮、佐土原、高鍋、延岡方向      |

## 歷史
- 1915年3月20日：鐵道院開設此站，並借給宮崎縣營鐵道（日语：宮崎県営鉄道）[1]。
- 1916年10月25日：鐵道院宮崎線由青井岳伸延至宮崎，本車站啟用[4]；同時宮崎縣營鐵道國有化，由鐵道院管理。
- 1971年10月4日：終止貨物起卸業務
- 1978年9月18日：裝設自動信號機。
- 1979年9月25日：成為業務委託車站。
- 1987年4月1日：國鐵分割民營化，車站由九州旅客鐵道（JR九州）營運。
- 2015年11月14日：此站可以使用IC卡「SUGOCA」[5]。
- 2022年4月1日：隨宮崎綜合鐵道事業部改組，並且昇格為宮崎支社（日语：九州旅客鉄道宮崎支社），車站管理權由宮崎支社承繼[6]。

## 使用狀況
在2023年度，1日平均乘車人次為602人。以下為近年1日平均乘車人次。
| 年度   | 1日平均 乘車人次 |
| ------ | ---------------- |
| 1995年 | 649              |
| 1996年 | 618              |
| 1997年 | 528              |
| 1998年 | 463              |
| 1999年 | 444              |
| 2000年 | 431              |
| 2001年 | 446              |
| 2002年 | 457              |
| 2003年 | 484              |
| 2004年 | 483              |
| 2005年 | 529              |
| 2006年 | 527              |
| 2007年 | 524              |
| 2008年 | 535              |
| 2009年 | 529              |
| 2010年 | 513              |
| 2011年 | 561              |
| 2012年 | 569              |
| 2013年 | 598              |
| 2014年 | 607              |
| 2015年 | 587              |
| 2016年 | 520              |
| 2017年 | 558              |
| 2018年 | 575              |
| 2019年 | 620              |
| 2020年 | 480              |
| 2021年 | 521              |
| 2022年 | 566              |
| 2023年 | 602              |

## 車站周邊
站前曾設有宮崎交通「清武站」巴士站，設有巴士候車區功能，主要每日只有1班巴士班次。在站前向東方前進近路口附近設有「清武站前」巴士站。南向巴士站可前往宮崎大學、大學醫院方向，北向巴士站可前往加納、宮崎女子短期大學、宮崎國際大學（經中野，在「短大前」下車）、宮崎縣立看護大學（經Manabi野，在「縣立看護大學」下車）方向。

## 相鄰車站
九州旅客鐵道
■日豐本線
- 特急「霧島」9號及12號

通過
- 特急「霧島」（除9號及12號）

南宮崎－清武－都城
- 普通

加納－清武－日向沓掛

## 外部連結
- JR九州清武站 （页面存档备份，存于）